# Liam O'Flaherty
Liam O'Flaherty (Inishmore, 28 augustus 1896 – Dublin, 7 september 1984) was een Iers schrijver.

## Gepubliceerde werken

### Boeken
- Thy Neighbour's Wife (1923)
- The Black Soul (1924)
- The Informer (1925, Ned. vert. De verklikker)
- Mr. Gilhooley (1926)
- The Wilderness (1927 & 1986)
- Return of the Brute (1929)
- Tourist Guide To Ireland (satire, 1929)
- The Ecstacy Of Angus (1931)
- Skerrett (1932, vertaling: "Skerrett")
- Shame The Devil (Autobiografie, 1934)
- Short Stories (1937 & 1956)
- Famine (1937, vertaling "De aardappeleters"[2] door T. Castelein)
- Land (1946)
- Two Lovely Beasts and Other Stories (1950)
- Insurrection (1951)
- The Pedlar's Revenge and Other Stories (1976)
- The Letters Of Liam O'Flaherty (postuum, 1996)

### Korte verhalen
- The Sniper
- Civil War
- The Shilling
- Going into Exile
- A Red Petticoat
- Dúil (korte verhalen reeks in Iers)